# Кетмен-Тёбё
Кетмен-Тёбё (кирг. Кетмен-Төбө) — посёлок городского типа в Кыргызстане. Подчинён администрации города Кара-Куль, Джалал-Абадская область. Поселение было основано в 1095 году как Алексеевка по собственной инициативе политических заключённых из Красноярска и только через несколько лет было признано властями. В 1912-1914 годах поселение насчитывало 124 двора.

## Население
По данным переписи 2009 года, в селе проживало 1 901 человек.